# 酸碱电离理论
酸碱电离论，又稱電離說，是1884年由瑞典化学家斯凡特·阿伦尼乌斯提出的一种酸碱理论，该理论认为在水中解离出的正离子全是H+的化合物为酸；解离出的负离子全是OH−的化合物称为碱。
该理论是目前应用最为广泛的一种理论，但是它具有很多局限性，例如它把酸与碱只限制為水溶液，在非水溶液中无法判定酸碱，无法解释一些物质本身不含H+（例如：AlCl3 氯化铝）或OH−（例如：Na2CO3，碳酸钠）却在水溶液中呈酸性或碱性等。